# Soția lui Jean
Soția lui Jean (titlul original: în franceză La Femme de Jean) este un film de dramă psihologică franceză, realizată în 1974 de regizoarea Yannick Bellon, protagoniști fiind actorii France Lambiotte, Claude Rich, Hippolyte Girardot și James Patrick Mitchell.

## Rezumat
Jean o părăsește pe Nadine după optsprezece ani de viață împreună. Nadine se scufundă în disperare și durere, apoi încet își recapătă curajul și reacționează: trebuie să aibă grijă de fiul ei, să-și caute de lucru. Îl întâlnește pe David care îi dă din nou gustul vieții și o încurajează să urmeze cursuri de facultate. Redevine ea însăși, Nadine, și nu mai este doar soția lui Jean.

## Distribuție
- France Lambiotte – Nadine
- Claude Rich – Jean
- Hippolyte Girardot – Rémi, fiul lui Nadine și al lui Jean
- James Patrick Mitchell – David
- Tatiana Moukhine – Christine, menajera
- Simone Rieutor – colegul inspector
- Andrée Damant – prietenul legător de cărți
- Jeanne Aubert – prietena anticar
- Georges Atlas – vecinul mandatar
- Régine Mazella – Valérie, micuța prietenă a lui Rémi
- Jean-Christophe Averty – regizorul TV
- Sacha Briquet – clientul bătut pe scările restaurantului
- Monia Bechache – studenta la medicină

## Lansare
Filmul Soția lui Jean a avut premiera în Franța pe data de 30 martie 1974.
În România premiera filmului a avut loc la data de 1 septembrie 1975 la cinematografele „Scala” și „Capitol” din capitală.

## Premii și nominalizări
- 1974
  - Festivalul Internațional de Film de la San Sebastián – Scoica de Argint pentru cel mai bun regizor (Concha de Plata a la mejor dirección) lui Yannick Bellon;
  - Grand Prix de l’Académie du Cinéma (Marele Premiu al Academiei de Cinematografie din Franța)[7]
  - Prix spécial du Prix Fémina belge du cinéma